# Манґліський собор
Це́рква Пресвято́ї Ді́ви Ма́рії, більш знана як Манглі́ський собо́р (груз. მანგლისის სიონი) — діюча церква у Манґлісі в Грузії. Збудована у 330-х роках, і є однією з найдавніших християнських споруд країни. В минулому відома визначною реліквією — частиною Животворного Хреста. У XXI столітті відомий завдяки середньовічним розписам. Визнаний пам'яткою Грузії, належить до популярних об'єктів внутрішнього туризму.

## Історія
Перші згадки про кам'яну церкву в Манґлісі відносять до 330-х років. За описами грузинського історика Леонті Мровелі, Мантісі у IV столітті було одним з найбільших міст історичного краю Квемо-Картлі. Грузинський цар Міріан III, прийнявши християнство, попросив у візантійського імператора Константина I Великого реліквії для освячення нових храмів. Єпископ Йоанн Картлійський, повернувшись із Константинополя зі святинями, першою збудував церкву Святого Хреста у Манґлісі, тим самим засмутивши царя, який бажав мати реліквії у своїй столиці Мцхеті.

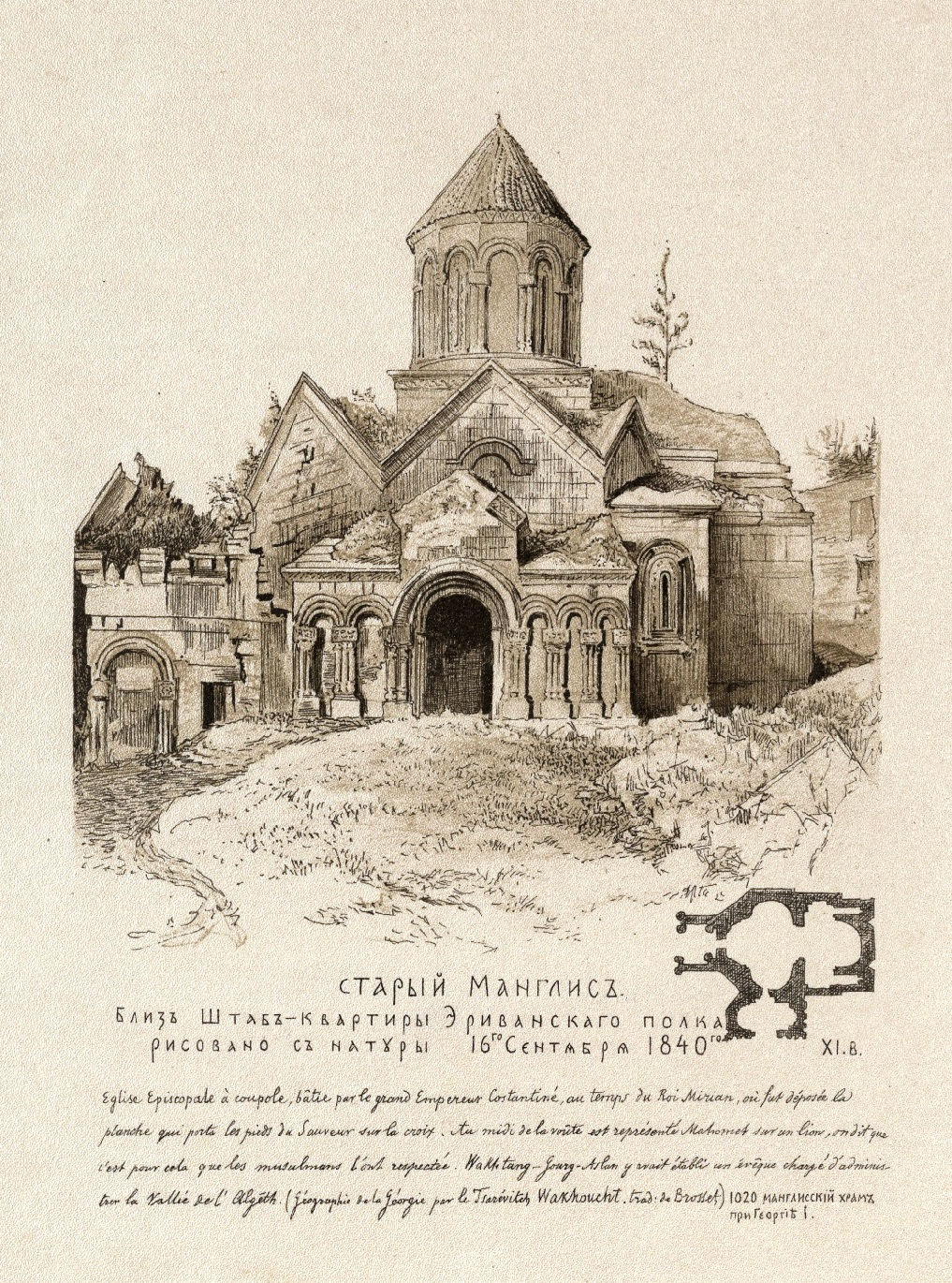
Вигляд зруйнованого собору в 1840 році. Малюнок Григорія Гагаріна із зібрання Національної парламентської бібліотеки Грузії.

Головною святинею Манґліського собору в той час була частина Животворного Хреста, а саме, підставка, на яку спирався ногами Христос в момент розп'яття. Історик X сторіччя Арсен Католікос пов'язує з цим храмом діяння святої Ніни Каппадокійської. Побіжним доказом значущості Манґліського собору є той факт, що у V сторіччі один з грузинських єпископів названий «четвертим з Манґлісі», тобто на той час в цьому містечку вже було окреме єпископство. У VI столітті Манґліський собор став відомим за межами країни, паломництво до нього здійснювали християни сусідньої Вірменії. Втім, після розколу між вірменською і грузинською церквами, який стався у 607—608 роках, католикос Авраам заборонив вірменам прощу до Мцхеті та Манґлісі. У 620-х роках візантійський імператор Іраклій, йдучи через Картлі під час походу на Персію, забрав із Манґліського собору частину Животворного Хреста, тим самим позбавивши не тільки собор, а й усе грузинське християнство однієї з найшанованіших реліквій.
Після цієї події історичні згадки про Манґліський собор зникають. Лише в XI столітті з'являються свідоцтва про перебудову храму. Тоді в соборі поміняли купол, споруду оздобили ззовні каменем, а зсередини розписали. До XV сторіччя про собор нічого не було відомо, а в 1441 році в одному з історичних документів цар Олександр I згадує собор вже під новою назвою як присвячений Діві Марії. У цей період (найвірогідніше наприкінці XIV століття) Манґліська єпархія втратила самостійність і була приєднана до Тбіліської. Однак наприкінці XVII — початку XVIII століть Манґліський собор відзначений як царський храм, тобто на той час манґліський єпископ був багатим та шанованим церковним ієрархом. Втім, благополуччя собору тривало недовго. В ході Російсько-Кавказької війни в 1824 році його було пошкоджено і пограбовано. У покинутій споруді під час негоди переховувались пастухи з вівцями і розпалювали в ній багаття. Стіни храму були геть закопчені, фрески і розписи знищені. Командування російським військом замість ремонту наказало збудувати нову церкву поряд з собором, будівельним матеріалом для якої слугувало каміння з інших зруйнованих грузинських храмів. 1850 року розпочато реставрацію Манґліського собору через те, що до Манґлісі приїхав на відпочинок митрополит Ісидор, який цікавився відновленням християнських святинь на Кавказі. З перервами реставраційні роботи тривали до 1862 року. Після цього собор до 1884 року залишався полковою церквою Еріванського полку. Слід зазначити, що проведена реставрація відновила храм лише функціонально, однак багато історичних написів і деталей оздоблення під час робіт було втрачено. Ще одна реставрація відбулась у 1953—1956 роках. Тоді були відновлено дах, очищено і укріплено фрески, а частину їх зрізано для колекції Грузинського художнього музею.

## Архітектура

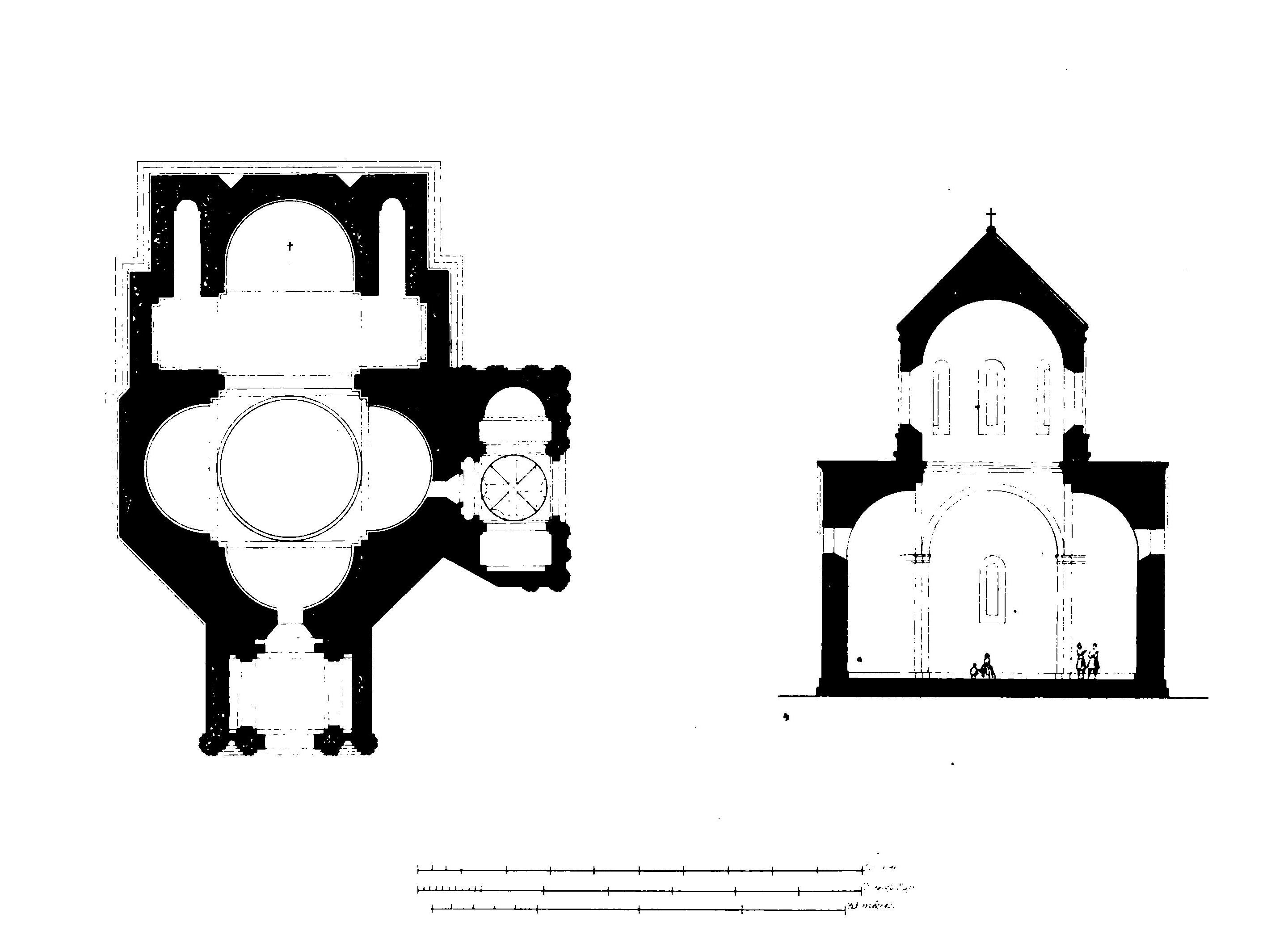
План Манґліського собору.

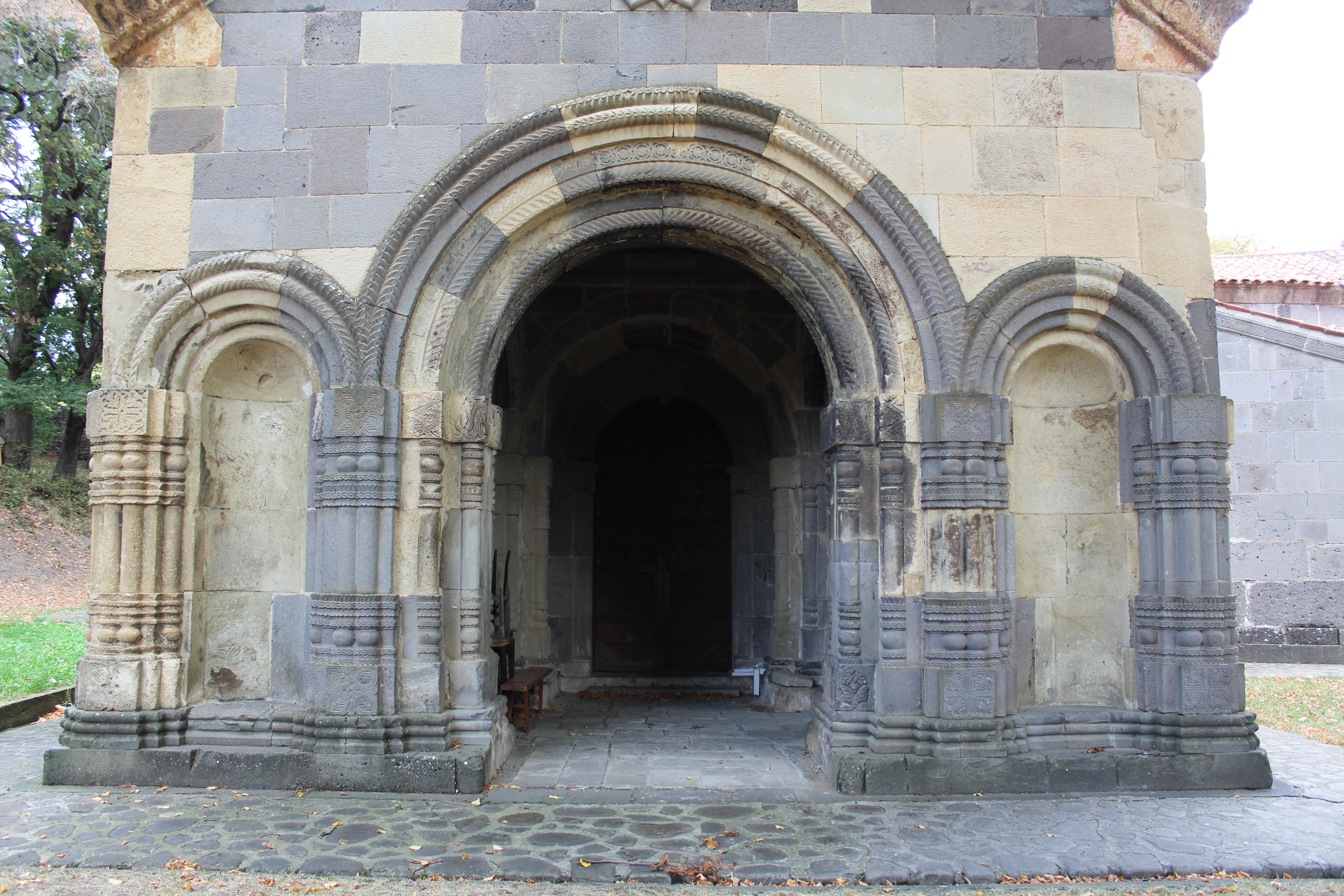
Західний вхід до собору. Різнокольорове каміння — сліди реставрації 1850 року.

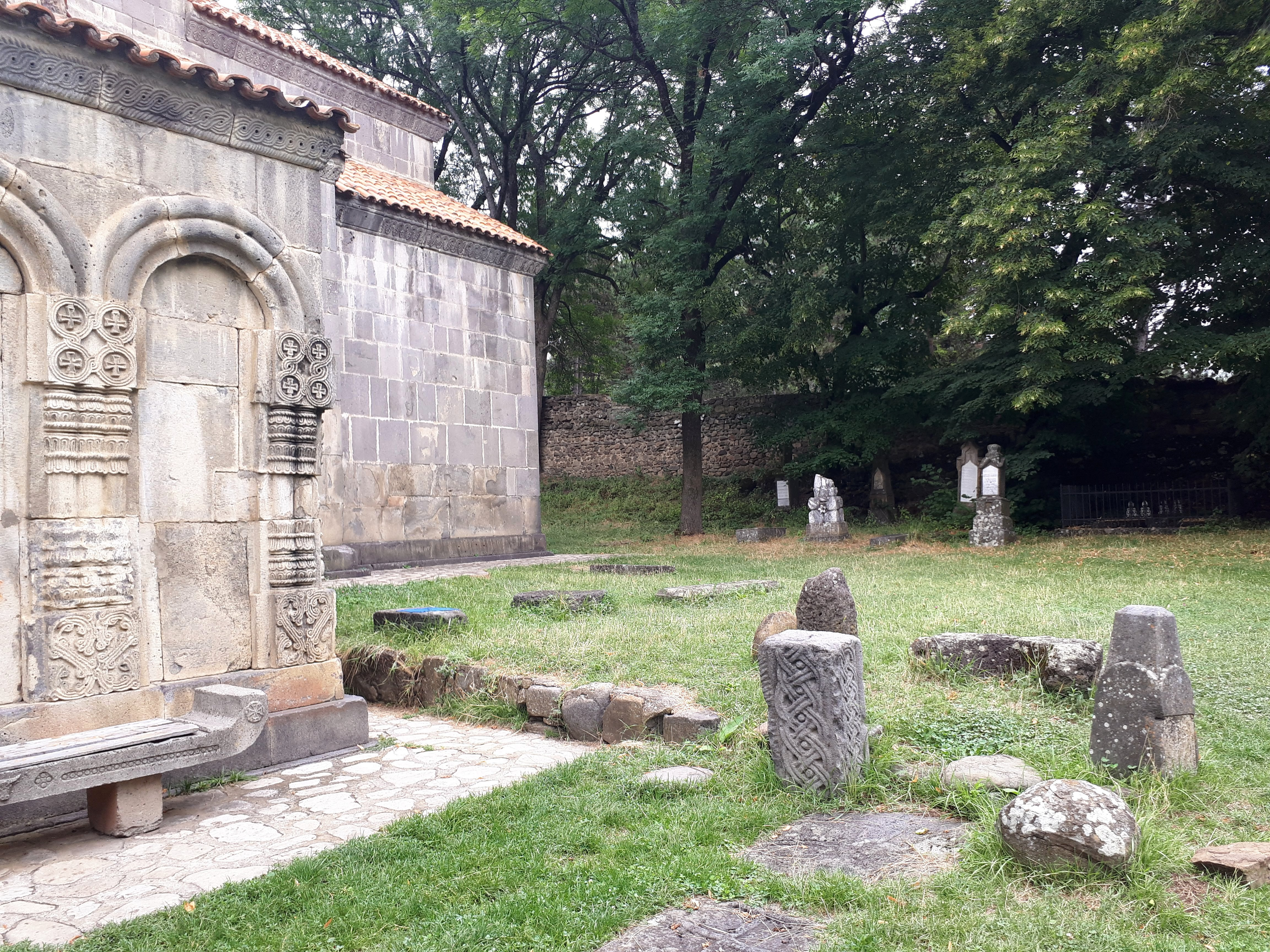
Надгробки на подвір'ї собору.

Архітектурний ансамбль Манґліського собору включає храм, окремо збудовану дзвіницю, цвинтар, руїни колишніх господарських будівель та огорожу.
У своєму плані Манґліський собор є тетраконхом, перекритим куполом на восьмикутному барабані. Він має два входи — західний та південний. Західний вхід пробитий у центрі апсиди. Південний вхід асиметричний, його арка зміщена до західної стіни. Собор має природне освітлення, для цього в барабані його купола пробиті вузькі вікна. Східне крило споруди витягнуте і з'єднане з центральним об'ємом собору переходом. Вівтар та середохрестя знаходяться у східній частині храму. Вівтар відокремлений від основної частини храму іконостасом з деревини горіха. Манґліський собор вінчає центральний купол, який спирається на три арки — північну, західну та південну. Купол має конічну форму, вкритий (як і інші частини покрівлі) дахівкою, завершений залізним хрестом, який датують XIX століттям.
Дзвіниця Манґліського собору зведена у 1850 році, про що свідчить напис російською на її південному фасаді. Ця споруда двоярусна. Її основа має прямокутну форму, складена з великих кам'яних брил. Другий ярус шестикутний, цегляний. Дзвіницю вінчає конусоподібний купол з хрестом. Господарські споруди біля храму були знесені під час першої російської реставрації 1850 року. Їхні залишки пролежали у дворі до 1861 року, потім на їхньому місці розбили сад. З них до сьогодні збереглися каплиця, відремонтована у XIX сторіччі, та кам'яний хрест заввишки 1,25 м, розташований з південного боку собору. У церковному дворі також є кілька могил — залишки колишнього кладовища. Найновіші з надгробків датовані здебільшого другою половиною XIX сторіччя.
Весь архітектурний комплекс Манґліського собору оточує кам'яний мур, що має добрий ступінь збереженості (особливо східна стіна заввишки 3 м і завтовшки 1 м). Північна стіна муру коротша за південну, тому він має форму неправильного квадрата. У мурі пробито дві брами — на сході і півдні. В минулому мур мав чотири кутові вежі, проте башта у північно-західному куті була зруйнована ще до першої реставрації, тому під час відновлювальних робіт у 1861 році її навіть не намагались відбудувати. Натомість інші три вежі збереглись до сьогодні.

## Інтер'єр
В сучасному інтер'єрі Манґліського собору представлені лише фрагменти давніх розписів. Автентичний стінопис зберігся на куполі. У його композиції центральне місце посідає фігура Христа, що сидить на престолі і благословляє правицею, ця фігура знаходиться у північно-східній частині купола. Праворуч від Христа зображена Богородиця, а ліворуч — Іван Хреститель. Далі по колу зображені фігури святих, що тримають у руках сувої. Перший рядок кожного сувою написаний червоним, решта — чорним кольором; літери на них великі, легкі для прочитання. Центральна частина купола зображає небо з чотирма ангелами, що тримають руки хрестоподібно. Під постатями ангелів написані їхні імена, але добре читається лише ім'я Рафаїл. Також на куполі є постать чоловіка, що сидить на леві. Вона залишається предметом багатьох історичних дискусій. Висувались гіпотези, що фігура може зображати святого Георгія верхом на коні, дехто вбачає у цій постаті схожість із видатним грузинським істориком Вахушті Батонішвілі. Показово, що під час турецького вторгнення на Кавказ мусульмани не знищили Манґліський собор, за однією з версій, саме тому, що прийняли зображену постать за пророка Магомета, який осідлав лева.
Архітектурні деталі
Написи і різьблення